# الطويلة (الأحساء)
الطويلة هجرة ومركز حكومي تقع في المنطقة الشرقية وفي قلب الجافورة وتابعة لمحافظة الأحساء، المملكة العربية السعودية. ويحدها من الجنوب على بعد 13 كم طريق البطحاء الدولي المؤدي لثلاث دول خليجية شرقاً ومدينة الرياض غرباً وتعتبر بوابة الربع الخالي الشرقية بحيث لايوجد قرى أو مراكز حكومية جنوب الطويلة إلى الحدود العمانية.

## الموقع
تبعد الطويلة عن مدينة الرياض حوالي 350 كم شرقًا، وتبعد عن محافظة الأحساء 200 كم جنوبًا، وعن منفذ البطحاء 200 كم غرباً.

## السكان
يبلغ عدد سكانها حوالي 2500 نسمة، ويوجد بها 100 بيتاً.

## النقل
يمر بالقرب من الطويلة الطريق السريع 10 جنوبَا.